# Griechische Eishockeyliga
Die Griechische Eishockeyliga ist die höchste Eishockeyliga Griechenlands, in der seit 1989 mit Unterbrechungen der griechische Landesmeister ausgespielt wird. Organisiert wird die Liga vom griechischen Eishockeyverband, der ein Mitglied der Internationalen Eishockey-Föderation IIHF ist.

## Geschichte

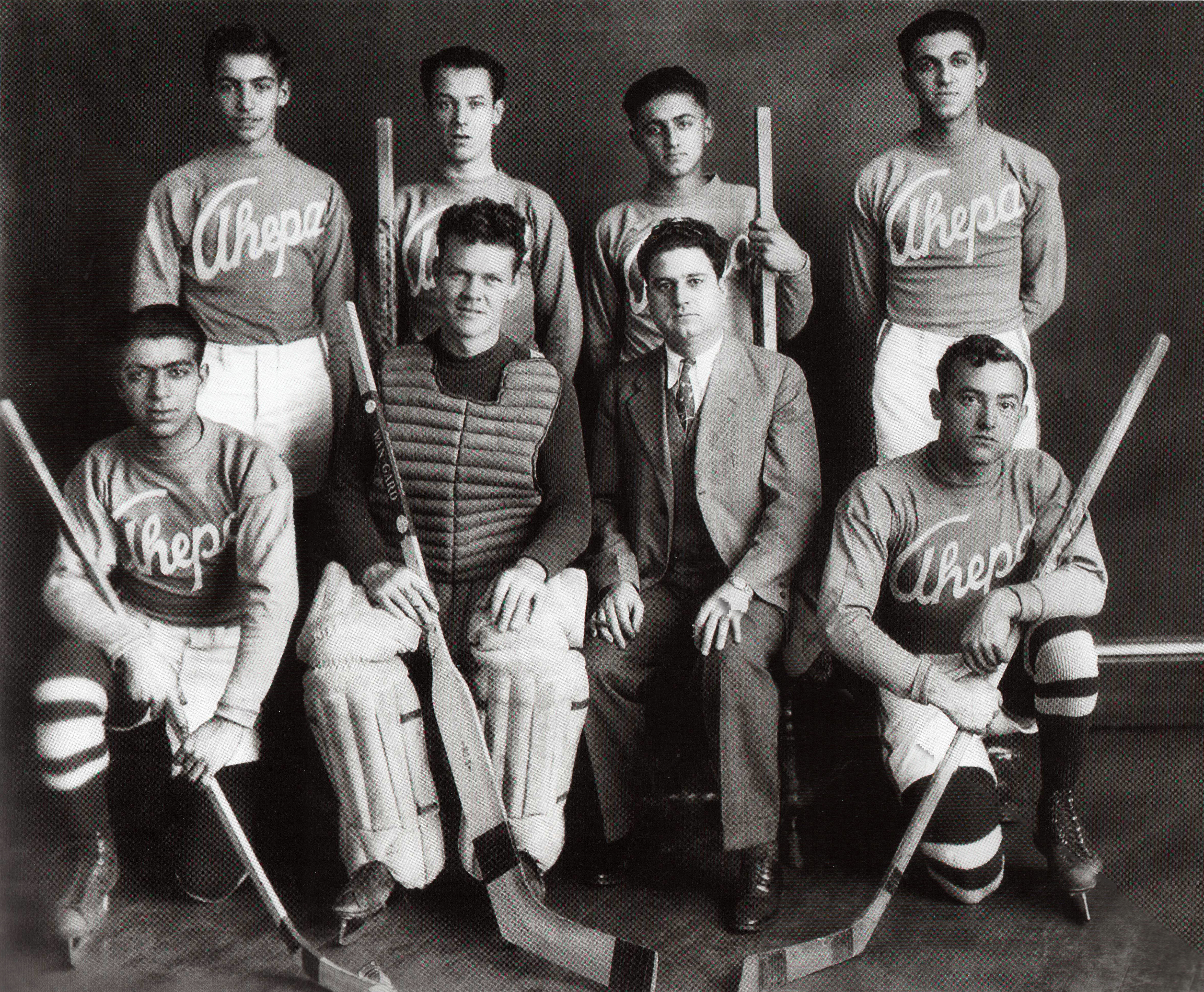
Eine griechische Eishockey-Mannschaft der Diaspora in Amerika, 1927

Griechische Eishockeyvereine hat es in Nordamerika bereits seit den 1920er Jahren gegeben, auch die griechische Bezeichnung des Sports Hockey epi Pagou stammt aus dieser Zeit. Der erste Spieler griechischer Abstammung in der NHL war 1935 der Torhüter Mike Karakas.
Trotzdem dauerte es sehr lange bis Eishockey in Griechenland selbst heimisch wurde, erst 1989 wurde die Griechische Eishockeyliga gegründet. Wichtigste Spielstätte war das Stadion des Friedens und der Freundschaft, der Bedarf anderer Sportarten führte zu einer Schließung der Eisbahn, welche die einzige im 30 m × 60 m -Format war, danach die Ano Liosia Olympic Hall. Seither wird auf zahlreichen kleineren Eisflächen gespielt.
Die ersten drei Meisterschaften gewann Aris Saloniki, das mit insgesamt vier Titeln nach Rekordmeister Iptameni Pagodromoi Athen (sieben Titel) erfolgreichste Mannschaft des Landes ist. In der Saison 2009 spielten sieben Mannschaften in der Liga.

## Modus
Eine Spielzeit in der Griechischen Eishockeyliga dauert aufgrund der geringen Spielanzahl in der Regel von Mai bis Juni. In der regulären Saison spielen die Mannschaften je einmal gegeneinander, so dass jedes Team 2009 sechs Spiele bestritt. Anschließend qualifizieren sich die ersten vier Mannschaften für die Play-offs, in denen erneut alle Mannschaften je einmal aufeinandertreffen. Meister ist die Mannschaft, die die Play-offs auf Platz eins beendet.

## Bisherige Titelträger
- 2018: Iptameni Pagodromoi Athen
- 2017: Tarantos Moschatou
- 2014–2016: keine Meisterschaft
- 2013: Iptameni Pagodromoi Athen
- 2012: keine Meisterschaft
- 2011: Aris Saloniki
- 2010: Iptameni Pagodromoi Athen
- 2009: Iptameni Pagodromoi Athen
- 2008: Iptameni Pagodromoi Athen
- 2001–2007: keine Meisterschaft
- 2000: Iptameni Pagodromoi Athen
- 1994–1999: keine Meisterschaft
- 1993: Iptameni Pagodromoi Athen
- 1992: Iptameni Pagodromoi Athen
- 1991: Aris Saloniki
- 1990: Aris Saloniki
- 1989: Aris Saloniki

## Meisterschaften nach Teams
| Titel | Mannschaft                | Jahr                                     |
| ----- | ------------------------- | ---------------------------------------- |
| 7     | Iptameni Pagodromoi Athen | 1992, 1993, 2000, 2008, 2009, 2010, 2013 |
| 4     | Aris Saloniki             | 1989, 1990, 1991, 2011                   |
| 1     | Tarantos Moschatou        | 2017                                     |